# Neolophonotus fumosus
Neolophonotus fumosus là một loài ruồi trong họ Asilidae. Neolophonotus fumosus được Londt miêu tả năm 1988. Loài này phân bố ở vùng nhiệt đới châu Phi.